# NGC 7321
NGC 7321 este o infrared source⁠(d) situată în constelația Pegas. A fost descoperită în 17 noiembrie 1784 de către William Herschel. Se află la o distanță de 104,71 megaparseci de Pământ.